# Lennart Carlström
Lennart Carlström, född den 3 juli 1943, är en svensk orienterare som blev världsmästare i stafett 1972. Han har även tagit tre brons i stafett vid de nordiska mästerskapen och två SM-guld i stafett